# Johan Lindh (affärsman)
Johan Lindh, född 3 november 1823 i Skanör, död 30 juli 1894 i Malmö, var en svensk affärsman.
Lindh, vars far var skeppare och rådman, sändes vid 12 års ålder till skola i Malmö och kom sedan i butik hos sin morbror, innehavare av firman Dyberg & Flensburg, hos vilken han stannade till 1851, då han i kompanjonskap med H.L. Gadd grundlade en större affär med spannmål, brännvin och diverse. Efter några år upplöstes detta bolag och Lindh grundade den glas- och porslinshandel som han därefter innehade i hörnet av Söder- och Baltzarsgatorna. År 1882 inträdde i hans firma herr A.J.F. Ohlsson och firmanamnet ändrades då till Lindh & Ohlsson. Lindh var under många år medlem av styrelsen för Malmö sparbank samt Malmö industriförenings styrelse; i den sistnämnda satt han länge som vice ordförande. Han deltog livligt i de industriutställningar som hölls i Malmö 1865 och 1881. Då Sydsvenska Dagbladet uppsattes var han under ett par år dess ekonomie direktör, vilket uppdrag han skötte till dess Förlagsaktiebolaget jämväl inköpte Snällposten och båda tidningarna förenades.